# قطعنامه ۱۴۷۴ شورای امنیت
قطعنامه  ۱۴۷۴ شورای امنیت سازمان ملل متحد که در تاریخ ۰۸ آوریل ۲۰۰۳ تصویب شد، سندی بین‌المللی دربارهٔ بررسی وضعیت در کشور سومالی است. این قطعنامه طی نشست ۴۷۳۷‌ام با ۱۵ رای موافق، ۰ مخالف و ۰ ممتنع تصویب شد.